# James Gregory (médecin)
Pour les articles homonymes, voir Gregory.
James Gregory, né à Aberdeen en janvier 1753 et mort le 2 avril 1821 à Édimbourg, est un médecin des Lumières écossaises.
Il est connu pour avoir poursuivi l'œuvre de son père John Gregory en éthique médicale, où les vertus du médecin laissent progressivement la place à des devoirs avec en corollaire l'apparition de droits des patients.

## Biographie
James Gregory est le fils de John Gregory (1724-1773) professeur de médecine de l'université d'Édimbourg. Il est profondément influence par les travaux de son père portant sur l'éthique médicale.
Il effectue sa scolarité à Aberdeen, Édimbourg et au collège Christ Church d'Oxford. À la mort de son père en 1773, il n'est alors qu'étudiant en médecine. Le successeur au poste de son père est William Cullen (1710-1790).
James Gregory est docteur en médecine en 1774 et passe deux ans sur le continent pour se perfectionner. En 1776 il est professeur à l'University of Edinburgh Medical School et donne des cours au Royal Infirmary d'Edimbourg (en).
En 1778, il est membre du Royal College of Physicians d'Édimbourg, et le président en 1798. En 1790, il succède à William Cullen, reprenant ainsi la chaire de son père à Édimbourg.
En 1798, il est nommé par George III premier médecin du Roi pour l'Écosse, titre renouvelé en 1820 par George IV. Il meurt le 2 avril 1821.

## Travaux

### Éthique
En éthique médicale, sa publication notable est Memorial to the Managers of Royal Infirmary (1800), un exposé des maltraitances envers les malades du Royal Infirmary. Il prend appui sur les textes éthiques de son père John Gregory pour proclamer que le premier devoir du médecin est d'agir au bénéfice des patients et pas dans son propre intérêt. Il invoque le nécessaire lien de confiance médecin-malade.
Sans évoquer le terme, il fait du « droit » des malades, un corollaire du devoir du médecin, le droit à des soins compétents qui n'exposent pas à un danger non nécessaire. C'est à l'administration hospitalière de protéger les patients contre les expériences médicales qui se déroulent encore au Royal Infirmary en dehors de toute règle éthique.
Ses prises de position lui valent des conflits. En 1804, il est suspendu un temps du College of Physician pour avoir révélé au public les débats internes à cette institution, violant ainsi le serment des membres d'en garder le secret.

### Métaphysique
Il s'intéresse à la métaphysique comme science dans le cadre des Lumières écossaises. Dans son approche de la causalité, il s'oppose à la philosophie de David Hume (1711-1776) dont il critique le nécessitarisme, comme à celle de Thomas Reid (1710-1796) dont il reproche le volontarisme, en étant plus proche de la philosophie mécaniste de John Robison (1739-1805).

### Thérapeutique
Il est aussi connu en son temps pour son remède Gregory’s Powder (poudre de Gregory) un produit antiacide, digestif et laxatif, mélange de rhubarbe, gingembre et oxyde de magnésium.

## Principales publications
- 1774 : Dissertatio de morbis coeli mutatione medendis
- 1776 : Conspectus medicinae theoricae, 2 vol
- 1792 : Philosophical and litterary essays, 2 vol
- 1800 : Memorial to the Managers of Royal Infirmary, Edinburgh, Murray and Cochrane
- Cullen's first lines of the practice of physic, 2 vol